# Сексуалізація
Сексуалізація (англ. sexualization) — акцентування чи приписування сексуального підтексту, подання людини (Дівчини, жінки або чоловіка, хлопчика чи жінки) у перш за все сексуальному контексті. Пов'язана з сексуальною об'єктивацією (ставленням до людини виключно як до об'єкта сексуального задоволення), об'єктивацією, порніфікацією, дегуманізацією, мізогінією, расизмом, сексизмом та гендерними стереотипами. Дослідження пов'язують сексуалізацію з трьома найпоширенішими проблемами психічного здоров'я дівчат і жінок: розлади харчування, низька самооцінка та депресія або пригнічений настрій. Також сексуалізація корелює з культурою зґвалтування, звинуваченням жертв, рухами за зниження віку сексуальної згоди, сексуальним насильством над дітьми (зокрема, дитячою проституцією та порнографією).

## Визначення
Сексуалізація є предметом дискусій вчених у сферах медіа, законодавства, соціології, фемінізму та культурології. 
За даними Американської психологічної асоціації, сексуалізація здійснюється, коли «індивідів розглядають як сексуальні об'єкти та оцінюють з точки зору їхніх фізичних характеристик і сексуальності».

У 2012 році проєкт доповіді резолюції Європейського парламенту дав таке визначення сексуалізації:
[С]екзуалізація полягає в інструментальному підході до людини шляхом сприйняття цієї особи як об'єкта для сексуального використання без урахування гідності та особистісних рис особи, при цьому цінність особи вимірюється з точки зору рівня сексуальної привабливості; сексуалізація не є нормальним, здоровим, біологічним розвитком статевої приналежності людини, що зумовлений індивідуальним процесом розвитку і протікає у відповідний для кожної конкретної людини час.
Австралійські письменниці Кетрін Ламбі та Кет Олбері (2010) припустили, що сексуалізація — це «дискусія, яка кипить майже десятиліття», проте занепокоєння щодо сексу та медіа далеко не нові. Термін критикують за його широту та розмитість, як такий, «що спричиняє все: від дівчат, які фліртують зі старшими чоловіками, до секс-торгівлі дітьми».

## Механізми та інструменти
За даними Американської психологічної асоціації, «дослідження за дослідженнями показали, що жінок частіше, ніж чоловіків, зображують у сексуальній манері (наприклад, у відвертому одязі, з положеннями тіла або виразом обличчя, які вказують на сексуальну готовність) і об'єктивують (наприклад, використовують як декоративний об'єкт або як частини тіла, а не цілу людину). Крім того, сильно підкреслюється вузький (і нереалістичний) стандарт фізичної краси. Це моделі жіночності, представлені молодим дівчатам для вивчення та наслідування».
У 2007 році Американська психологічна асоціація вперше опублікувала Звіт робочої групи APA з питань сексуалізації дівчат, який періодично оновлювався. У звіті розглядалися когнітивні та емоційні наслідки сексуалізації та наслідки для психічного та фізичного здоров'я, а також вплив на розвиток здорової сексуальної самооцінки. Доповідь визначає, що людину сексуалізують у таких ситуаціях:
- цінність людини залежить лише від її сексуальної привабливості чи сексуальної поведінки, за винятком інших характеристик;
- людина дотримується стандарту, який прирівнює фізичну привабливість (вузько визначену) до сексуальності;
- людина сексуально об'єктивується, тобто перетворюється на річ для сексуального використання іншими, а не розглядається як особа зі здатністю самостійно діяти та приймати рішення;
- та / або людині неадекватно нав'язується сексуальність.

AПA називає такі рекламні методи, які сприяють сексуалізації дівчат:
- включно з дівчатами в рекламі, де сексуальні жінки носять відповідний одяг або спокусливо позують;
- одягання дівчат так, щоб вони виглядали як дорослі жінки;
- одягання жінок так, щоб вони виглядали як молоді дівчата;
- залучення молодих відомих підлітків та підліток у сексуальні способи просування або реклами продуктів.

Те, як суспільство формує особисті інтереси, описано в рецензії на книгу «Дівчата пішли у відрив» Патріса Опплігера. Аманда Міллс стверджує: «отже, дівчат соціалізують для участі у власному насильстві, роблячи їх затятими споживачками та змінюючи їхню поведінку, щоб відображати образи та товари сексуальної експлуатації».
В тексті «Використання еротики: еротика як сила» американська феміністка Одрі Лорд пише про придушення жіночої сексуальности з допомогою сексуалізації: «З одного боку, еротичне заохочувалося як ознака жіночої неповноцінності, а з іншого боку, жінок змушували страждати і відчувати себе протиставленими, зневаженими і підозрілими через саме своє існування».

## Сексуалізація дівчаток
Діти та підлітки проводять більше часу, взаємодіючи з медіа, ніж будь-яка інша вікова група. У цей період життя вони більш сприйнятливі до інформації, яку отримують. Діти отримують сексуальну освіту з медіа, маленькі діти стикаються з сексуалізованими зображеннями та більшою кількістю інформації, ніж будь-коли раніше в історії людства, але вони не здатні переробити цю інформацію, не готові до її обробки, і це впливає на їхній розвиток і поведінку.
Сексуалізація дівчат у медіа та інфантилізація жінок створює середовище, де стає більш прийнятним розглядати дітей як «спокусливих і сексуальних». Це ускладнює здорові сексуальні стосунки для людей і створює сексистське ставлення.
За даними культурної критики, протягом останніх десятиліть діти продемонстрували рівень сексуальних знань або сексуальної поведінки, невідповідний їх віковій групі.
За документальним фільмом Media Education Foundation «М'яко вбиваючи нас 4: Образ жінки в рекламі», сексуалізація дівчат у медіа та те, як жінок зображують у панівній культурі, шкодять розвитку молодих дівчат, оскільки вони викривлено розвивають свою ідентичність і розуміння себе як статевих істот.

### США
Ще в 1997 році було виявлено, що сексуалізація дітей молодшого віку в рекламі стає все більш поширеною.
Причини такої ранньої сексуалізації включають зображення в медіа сексу та пов'язаних з ним питань, особливо в медіа, орієнтованих на дітей; відсутність контролю та дисципліни з боку батьків; доступ до дорослої культури через Інтернет; і відсутність загальноосвітніх шкільних програм сексуальної освіти.
Дослідження пов'язують сексуалізацію дівчат із негативними наслідками для дівчат і суспільства в цілому, виявивши, що перегляд сексуально об'єктивованого матеріалу може сприяти незадоволенню власним тілом, харчовим розладам, низькій самооцінці, депресії та депресивному афекту. Медичні та соціальні дослідження зазвичай використовують термін «сексуалізація» для позначення граничної зони між сексуальним насильством і звичайним сімейним життям, у якому стосунки дитини з батьками характеризуються «надмірною», неналежною сексуальністю, навіть за відсутності впізнаваних форм насильства. Американська психологічна асоціація також стверджує, що сексуалізація молодих дівчат сприяє сексистським ставленням у суспільстві та суспільній терпимості до сексуального насильства, а також те, що споживацтво та глобалізація призвели до сексуалізації дівчат у всіх розвинутих економіках, у медіа та рекламі, на одяг та іграшки, що продаються для дівчат.
AПA посилається на ринок підліткових журналів, посилаючись на дослідження Робертса, яке показало, що «47% [дівчат] віком від 8 до 18 років повідомили, що прочитали щонайменше 5 хвилин журналу напередодні». Більшість із цих журналів зосереджувалися на темі репрезентації себе як сексуально бажаної для чоловіків, практики, яка в дослідженні Даффі та Гочера називається «костюмуванням для спокушання».
Дослідження виявили, що роздуми про тіло та порівняння його з сексуальними культурними ідеалами можуть порушити розумову концентрацію дівчини, а сексуалізація або об'єктивація дівчини може підірвати її впевненість у власному тілі та комфорт із ним, що призведе до емоційних проблем і проблем із самооцінкою, таких як сором і тривога. Дослідження показують, що сексуалізація дівчат негативно впливає на їх здатність розвивати здорову сексуальну самооцінку.
У 2012 році американське дослідження показало, що самосексуалізація поширена серед дівчаток 6–9 років. Переважна більшість дівчат вибирала сексуальну ляльку, а не несексуальну ляльку, як ідеальну та популярну. Однак інші фактори, наприклад те, як часто матері розмовляли зі своїми дітьми про те, що відбувається в телевізійних шоу, і релігійність матерів, зменшили ці шанси. Проста кількість медіаспоживання дівчат (телебачення та кіно) здебільшого не була пов'язана з їх самосексуалізацією; радше самооб'єктивація та релігійність їх матерів змінили його вплив.
Результатом сексуалізації дівчат у медіа є те, що молоді дівчата «вчаться розглядати себе як сексуальні об'єкти». Коли дівчата не відповідають ідеалу худорлявості та стандартам краси панівної культури, вони можуть хвилюватися. Сексуалізація є проблематичною для маленьких дітей, які розвивають свою сексуальну ідентичність, оскільки вони можуть думати, що перетворення себе на сексуальні об'єкти розширює можливості та пов'язане із сексуальною свободою волі.
Див. також книгу про сексуалізацію у США Шовіністичні свині.

#### Товари для дітей
Деякі комерційні продукти, які сприяють сексуалізації дітей, привернули значну увагу медіа:
- ляльки Братц, що продаються для 6-річних дівчаток, мають сексуальний одяг, як-от панчохи в сіточку, горжетки з пір'я та мініспідниці[4];
- сильно сексуалізовані костюми на Геловін, які продаються молодим дівчатам, наприклад «сексуальна пожежниця»: костюм з облягаючої мінісукні та чобіт на високих підборах[18];
- дівчата 10 і 11 років у стрингах у початковій школі[19];
- одяг, такий як футболки, що продаються для маленьких дітей дошкільного віку та початкової школи, з надрукованими гаслами на зразок «So Many Boys So Little Time» (Так багато хлопців, так мало часу);
- бюстгальтери з підкладкою на бікіні, орієнтовані на 7-річних дівчаток, у яких ще навіть не розвинуті груди.[20] Дехто так само сприймають тренувальні бюстгальтери.[21]

У звіті Scottish Executive було проведено опитування 32 роздрібних торговців у Великій Британії та виявлено, що багато великих мереж, зокрема Tesco, Debenhams, JJ Sports і Marks & Spencer, не пропонували сексуальні товари, призначені для дітей. У звіті зазначено, що загальна поширеність була обмеженою, але це ґрунтувалося на дуже вузькому дослідженні. Хоча це показує, що не всі роздрібні торговці на головних вулицях націлювалися на продукти, які дослідники вважали сексуалізованими, дослідження не можна вирвати з контексту та використати для того, щоб сказати, що проблема сексуалізації не існує.

### Європейський Союз
У 2012 році проєкт доповіді резолюції Європейського парламенту у визначенні сексуалізації зазначив: «Секзуалізація також передбачає нав'язування сексуальності дорослих осіб дівчатам, які емоційно, психологічно та фізично не готові до цього на своєму конкретному етапі розвитку; сексуалізація не є нормальним, здоровим, біологічним розвитком статевої приналежності людини, що зумовлений індивідуальним процесом розвитку і протікає у відповідний для кожної конкретної людини час».

### Австралія
У 2006 році був опублікований австралійський звіт під назвою «Корпоративна педофілія: сексуалізація дітей в Австралії». Звіт резюмує свій висновок так: Зображення сексуалізованих дітей стають все поширенішими в рекламі та маркетингових матеріалах. Діти віком до 12 років одягнені, позують і нафарбовані так само, як сексуальні дорослі моделі. Діти, які з'являються в журналах, виглядають старшими, ніж вони є насправді, через сексуальний одяг, у якому їм дають позувати. «Корпоративна педофілія» — це метафора, яка використовується для опису реклами та маркетингу, які таким чином сексуалізують дітей. 

### Шотландія
У 2010 році уряд Шотландії опублікував звіт під назвою «Зовнішнє дослідження предметів сексуального характеру, призначених для дітей». У звіті розглядаються недоліки оглядів США і Австралії, а також робиться висновок: «У звіті APA немає жодних вказівок на те, що медіа можуть містити якісь позитивні зображення людських стосунків або що діти можуть критично оцінювати те, що вони бачать».
Шотландський огляд також зазначає, що: « У таких розповідях сексуалізація дітей часто подається як відносно нещодавнє явище, але це аж ніяк не нова проблема... Хоча публічна видимість проблеми і терміни, в яких вона визначається, могли змінитися, сексуалізовані репрезентації дітей не можна розглядати лише як наслідок сучасного консюмеризму».
У ньому також зазначається, що попереднє висвітлення «ґрунтується на моральних припущеннях… які не є належним чином поясненими чи виправданими».

### Велика Британія
Доповідь «Дозволити дітям залишатися дітьми» (Letting Children Be Children), також відома як «Bailey Review», — це доповідь на замовлення уряду Великої Британії щодо комерціалізації та сексуалізації дитинства.

## Сексуалізація жінок кольору
Сексуалізація жінок кольору відрізняється від сексуалізації білих жінок. У цій сексуалізації значну роль відіграють медіа. «ЗМІ можуть мати потужний вплив, якщо інформація подається наполегливо, послідовно і підтверджується в різних формах. Як медіа-афект, стереотипи покладаються на повторення, щоб увічнити та підтримати їх». За словами Селін Парренас Шимізу, «бачити расу означає бачити секс, і навпаки».

### Сексуалізація афроамериканок
Багато вчених відстежують сексуалізацію афроамериканських жінок ще з часів рабства, де расові та гендерні стереотипи були винайдені як спосіб дегуманізувати афроамериканок. Ці стереотипи включають: 
- Єзавель, образ світлошкірої, надмірно сексуальної афроамериканки, яка не контролює свої бажання;
- Маммі, стереотип про афроамериканку, безстатеву за своєю природою, чиєю єдиною метою було готувати їжу для білої родини;
- Сапфір, образ, вперше показаний на радіо / телешоу Amos n' Andy: гучна, груба, ревнива жінка, яка отримувала радість від вихолощення чоловіків.[29]

Ці стереотипи перенеслися на те, як молоді афроамериканські дівчата бачать себе та як їх сприймає успільство. Стереотип Єзавелі, зокрема, знову з'явився у формі хіп-хоп відео-лісиць.
«Репрезентації афроамериканського дівоцтва в ЗМІ та популярній культурі свідчать про те, що афроамериканські дівчата стикаються з іншим набором правил, коли йдеться про секс, цноту і звинувачення». Наслідки сексуалізації афроамериканських дівчат можуть можна побачити на суді над американським співаком Р. Келлі 2004 року про сексуальне насильство проти дитини. Негайна реакція громадськості звільнила Келлі від будь-яких протиправних дій, а згодом звинуватила молоду дівчину в сексуальному насильстві, яке він вчинив проти неї. Одна респондентка у статті Village Voice стверджувала, що її не турбувало відео злочину, оскільки, за її словами, «вона не була новачком у цьому акті. [Респондентка] чула, що вона [потерпіла] працювала так, як більшість [її] 30-річних подруг ще не навчилися робити». Ця десенсибілізація до насильства проти жінок безпосередньо пов'язана з музичною індустрією і, відповідно, фанами, які цінують артиста більше, ніж його потенційних жертв. Замість того, щоб назвати потерпілими чи жертвами, цих жінок натомість перетворюють на «фанаток, п'яничок та боягузок». Один із присяжних у справі Р. Келлі зазначив, що він повірив захисту, оскільки тіло постраждалої неповнолітньої «здавалося розвиненим». Сіка А. Даґбові-Маллінс підкреслила цю небезпечну тенденцію: «шкідливе та викривлене міркування відображає тривожну національну тенденцію вважати чорношкірих дівчат-підліток сексуально підкованими, а отже, такими, що самі несуть відповідальність за сексуалізацію та експлуатацію своїх тіл».
Даґбові-Маллінс представила нові проблеми сексуалізації темношкірих дівчат, протилежністю якої є інфантилізація темношкірих жінок. Обидві ці проблеми спричинені відмовою афроамериканкам у свободі волі (гендерований расизм). І інфантилізація дорослих афроамериканок, і сексуалізація дівчат стосуються погляду на афроамериканок виключно через призму їхньої сексуальності, без урахування їхньої волі. Існує зв’язок між образами покірної жінки, яку зображує дівчина, і готовністю людей повірити, що афроамериканські дівчата можуть дати згоду на секс. Цей наратив підтримується образами сексуальної школярки, представленої в медіа.
Зображення, презентовані «як в афроамериканській, так і в американській культурі, підсилюють оптику, через яку розглядаються повсякденні переживання та ідеал для афроамериканських підліток». Шоу на кшталт Flavor of Love, яке спирається на стереотип чорношкірого сутенера та покірних жінок, де Flavor Flav позбавляє жінок їхніх справжніх імен і дає їм прізвиська на кшталт «Thing 1» і «Thing 2» (Річ 1, Річ 2), демонструє заперечення суб'єктності чорношкірих жінок. Ця кастрація волі полегшує людям сприймати афроамериканок лише як секс-символи. Інфантилізуючи їх і позбавляючи їх усього, що робить їх індивідуальними, створюється культура, в якій чорношкірих жінок більше не сприймають як людей, а лише як об'єкти, які використовуються для задоволення чоловіків. Це підсилює підтримку чоловіків, які ґвалтують чорношкірих жінок, оскільки чорношкірі жінки не можуть зазнати нападу, бо, чого вони хочуть, — це секс.
Занижуючи почуття власної гідності, ці стереотипи також можуть впливати на афроамериканських дівчат, особливо бідних, переконуючи їх, що їхнє почуття гідності та вихід із бідності можна знайти через самосексуалізацію. Більш сучасна версія Єзавелі — надзвичайно сексуальної та матеріалістичної — також може мати значення для темношкірих дівчат: «Зв'язок сексуальності з бідністю та її значення для виживання очевидні. Їх життя називають „казковим гетто“, де вони соціально закріплені в культурі бідності, але мають економічні засоби для придбання товарів середнього класу».
Жінки, внаслідок культури сексуалізації, теж підтримують і ретранслюють її. Американська співачка Нікі Мінаж, яка популяризувала фразу «Барбі-сука» і читає реп про те, як вона «трахається лише з багатими», спираючись на такі стереотипи, як золотошукачка, щоб просувати свій бренд. Хоча персонажка «Поганої суки Барбі» була розроблена на основі історії надмірної сексуалізації чорношкірих жінок, він використовувався і як їх спосіб відновити свою сексуальність. Так у хіп-хоп культурі створюється амбівалентність сексуалізації чорношкірих жінок за допомогою контркультури, яка переприсвоює сексуальність темношкірих жінок, поки «Погана сука Барбі» все ще створює нереалістичні образи для темношкірих дівчат. Повернувши сексуальність, яку вкрали чоловіки, афроамериканки підкреслили проблему відчуженої тілесності, оскільки темношкірі дівчата стикаються з тиском презентувати себе в сексуалізованих образах.
В інтерв'ю NPR із професором Гербертом Семюелсом із громадського коледжу LaGuardia у Нью-Йорку та професором Мірей Міллер-Янг із Каліфорнійського університету в Санта-Барбарі розповідається про сексуальні стереотипи чорношкірих тіл в Америці та про те, як навіть у проституції до темношкірих жінок ставляться набагато гірше, ніж до білих та азіаток, через наслідки їх надмірної сексуалізації та об'єктивації в суспільстві. 
Тіла темношкірих жінок або невидимі, або надмірно видимі. У 1800-х південноафриканську жінку Сару Баартман називали «Готтентотською Венерою», її тіло демонстрували в Лондоні та Парижі, виставляючи напоказ її великі груди та стегна.

### Азійські жінки
Імідж азійських жінок у голлівудському кіно безпосередньо пов'язаний із сексуальністю та їх зовнішністю в масовій культурі. Гіперсексуальна підкореність азійської фатальної жінки походить від її сексуальної поведінки, яка вважається природною для її раси та культури. Два типи азійських стереотипів, які зазвичай зустрічаються в медіа, це Квітка Лотоса та Жінка-дракон. 
- Стереотип Квітки Лотоса — це «жертовна, підневільна і схильна до самогубства азійка».
- Жінка-дракон є протилежністю Квітки Лотоса: «самозречена азійка…[яка] використовує свою „східну“ жіночність, що асоціюється зі спокусою та небезпекою, щоб заманювати білих чоловіків у пастку за дорученням підступних азійських чоловіків».

За словами режисерки та кінознавиці Селін Шіміцу, «фігура азійсько-американської фатальної жінки символізує особливу смертельну спокусу. Вона приваблює своєю м'якою, безстрашною та рабською жіночністю, приховуючи свою сувору, небезпечну та владну натуру».

### Латиноамериканки
Латиноамериканські персонажки, які втілюють стереотип «гарячої латини» в кіно та на телебаченні, відзначаються такими впізнаваними поведінковими характеристиками, як «викликаюча звикання романтична, чуттєва, сексуальна та навіть екзотично небезпечна, саможертовна, залежна, безсила, сексуально наївна, дитинна, розпещена і безвідповідальна».
Стереотипно латиноамериканські фізичні характеристики включають «червоні губи, великі сідниці, великі стегна, пишні груди та маленьку талію», а також «високі підбори, величезні сережки-кільця, спокусливий одяг». Стереотип «гаряча латина» містить три категорії репрезентації:
- Дівчина з Кантіни. Маркери Cantina Girl — це «велика сексуальна привабливість, подразення, танці і спокуслива поведінка»;
- Вірна, самовіддана сеньйорита спочатку була хорошою дівчиною, а в кінці стала поганою. Сеньйорита, намагаючись врятувати своє англо-любовне захоплення, використовує своє тіло, щоб захистити його від насильства;
- Владна латинська вамп: «використовує свої інтелектуальні та підступні сексуальні хитрощі, щоб отримати те, що хоче».

Медіа представляють латиноамериканок «або як гарячу кров'янку», або як «слухняну матір».
Наслідки «гарячої латини» перетворилися в стереотипне уявлення про всіх латиноамериканок. Це спонукало багатьох у США вважати латино людей «морально неправильними». Деякі, при цьому, вважають їх неправильними просто тому, що інтерпретація цієї культури суперечить білій, західній культурі. Від латиноамериканки очікується одягатися «як справжня сеньйорита», щоб її поважали як жінку, що суперечить західним ідеалам, що дівчина є сексуальною, якщо вона одягається «надто „зріло“ для [свого] віку».
Навіть у діловому світі цей стереотип зберігається. «Обтягуючі спідниці та брязкаючі браслети [невірно тлумачаться] як заохочення». Ця сексуалізація також може бути пов'язана з певними стереотипними роботами. Імідж латиноамериканської жінки часто позиціонується не в діловому світі, а в домашньому. Сексуалізація латиноамериканок сексуалізує позиції, які вони повинні займати. Домашня прислуга, покоївки й офіціантки — це типові ролі, «зумовлені медіа», які ускладнюють латиноамериканкам соціальну мобільність, незважаючи на те, що багато з них мають докторський ступінь.

#### Домініканки
У Домініканській Республіці жінок часто сприймають як гарячих і сексуальних, через репутацію домініканських борделів. Багато бідних жінок вдаються до проституції, тому що попит високий, а години та оплата часто диктуються самими проституйованими. Білі європейські та американські чоловіки «екзотизують темношкірі „тубільні“ тіла», тому що «вони можуть купити секс за зниженими цінами». Ця стереотипізація сексуальності домініканок також поширюється на жіночі домівки. Навіть «жінки, які… працювали в Європі, стали підозрюваними…», навіть якщо вони мали легальну роботу. Вони стали «експортом» замість людей через свою сексуалізацію.

### Корінні американки
Починаючи з часів білої колонізації корінних американських земель деяких індіанських жінок називали «скво». «Стереотип „скво“ — це брудна, підвладна і жорстока племінна жінка, яка також виснажена, жорстока і прагне катувати полонених племені». Інший стереотип — прекрасна індіанська принцеса, яка залишає своє плем'я та культуру, щоб одружитися з білим чоловіком.

### Журнали
- Aksglaede, Lise; Juul, Anders; Olsen, Lina W.; Sørensen, Thorkild I. A. (2009). Tena-Sempere, Manuel (ред.). Age at puberty and the emerging obesity epidemic. PLOS ONE. 4 (12 e8450): 1—6. Bibcode:2009PLoSO...4.8450A. doi:10.1371/journal.pone.0008450. PMC 2793517. PMID 20041184.
- Attenborough, Frederick T. (2014). Jokes, pranks, blondes and banter: recontextualising sexism in the British print press. Journal of Gender Studies. 23 (2): 137—154. doi:10.1080/09589236.2013.774269. Процитовано 13 серпня 2023.
- Coy, Maddy; Garner, Maria (May 2012). Definitions, discourses and dilemmas: policy and academic engagement with the sexualisation of popular culture. Gender and Education. 24 (3): 285—301. doi:10.1080/09540253.2012.667793.
- Duits, Linda; van Zoonen, Liesbet (2006). Headscarves and porno-chic: disciplining girls' bodies in the European multicultural society. European Journal of Women's Studies. 13 (2): 103—110. doi:10.1177/1350506806062750.
- Duschinsky, Robbie (Spring 2013). The emergence of sexualization as a social problem: 1981–2010 (PDF). Social Politics. 20 (1): 137—156. doi:10.1093/sp/jxs016. Pdf.
- Egan, R. Danielle; Hawkes, Gail (2009). The problem with protection: or, why we need to move towards recognition and the sexual agency of children. Continuum: Journal of Media & Cultural Studies. 23 (3): 389—400. doi:10.1080/10304310902842975.
- Evans, Adrienne; Riley, Sarah; Shankar, Avi (2010). Technologies of sexiness: theorizing women's engagement in the sexualization of culture. Feminism & Psychology. 20: 114—131. doi:10.1177/0959353509351854.
- Gill, Rosalind (2003). From sexual objectification to sexual subjectification: the resexualization of women's bodies in the media, in Editors' Introduction. Feminist Media Studies. 3 (1): 100—106. doi:10.1080/1468077032000080158.
- Hawkes, Gail L.; Egan, R. Danielle (2008). Landscapes of Erotophobia: the sexual(ized) child in the postmodern Anglophone West. Sexuality & Culture. 12 (4): 193—203. doi:10.1007/s12119-008-9038-6.
- Hawkes, Gail L.; Egan, R. Danielle (May 2012). Sexuality, youth and the perils of endangered innocence: how history can help us get past the panic. Gender and Education. 24 (3): 269—284. doi:10.1080/09540253.2012.666232.
- Kehily, Mary Jane (May 2012). Contextualising the sexualisation of girls debate: innocence, experience and young female sexuality. Gender and Education. 24 (3): 255—268. doi:10.1080/09540253.2012.670391.
- Starr, Christine; Ferguson, Gail (October 2012). Sexy dolls, sexy grade-schoolers? Media & maternal influences on young girls' self-sexualization. Sex Roles. 67 (7–8): 463—476. doi:10.1007/s11199-012-0183-x.

### Звіти
- Papadopoulos, Linda (2010). Sexualisation of Young People Review (PDF). Great Britain: UK Home Office. ISBN 9781849871860.

### Інтернет-ресурси
- Onscenity. Onscenity Research Network, Sheffield Hallam University.
- Friedman, Jaclyn (29 жовтня 2011). Cultural Trends/Popular Culture: Women of color seen as always sexually available. Women's eNews. Women's eNews, Inc. Процитовано 7 грудня 2015.
- Lledin, Shantyana C. (28 квітня 2012). I'm not your spicy Latina (blog). thefeministwire.com. The Feminist Wire. Процитовано 9 грудня 2015.